# Rhopalizida obtusa
Rhopalizida obtusa är en skalbaggsart som först beskrevs av Bates 1879.  Rhopalizida obtusa ingår i släktet Rhopalizida och familjen långhorningar.
Artens utbredningsområde är Gabon. Inga underarter finns listade i Catalogue of Life.